# Nombre de Jeffreys
Le nombre de Jeffreys {\displaystyle (Je)} est un nombre sans dimension utilisé en mécanique des fluides et par extension en géophysique. Il sert à caractériser les fluides visqueux et leur déplacement. Il donne le rapport entre les forces gravitationnelles et les forces visqueuses. 
Ce nombre porte le nom de Sir Harold Jeffreys, mathématicien et géophysicien anglais.
On le définit de la manière suivante :
{\displaystyle Je={\frac {g\rho {L_{c}}^{2}}{\mu v}}={\frac {Re}{Fr}}}
avec :
- g - accélération gravitationnelle
- ρ - masse volumique
- Lc - longueur caractéristique
- v - vitesse
- μ - viscosité dynamique
- Re - nombre de Reynolds
- Fr - nombre de Froude

Ce nombre est également utilisé dans la mise en forme de polymères.